# Japonska Formula 2 sezona 1979
Japonska Formula 2 sezona 1979 je bila drugo prvenstvo Japonske Formule 2, ki je potekalo med 1. marcem in 5. novembrom 1979. 

## Koledar dirk
| Dirka                   | Dirkališče | Država   | Datum         | Krogi | Razdalja        | Čas        | Zmagovalec       | Pole             | Najh. krog      |
| ----------------------- | ---------- | -------- | ------------- | ----- | --------------- | ---------- | ---------------- | ---------------- | --------------- |
| Suzuka Big 2&4 Race     | Suzuka     | Japonska | 11. marec     | 30    | 6.000=168 km    | 58'22.81   | Beppe Gabbiani   | Masahiro Hasemi  | Beppe Gabbiani  |
| Nishinihon All Japan F2 | Mine       | Japonska | 8. april      | 55    | 2.830=155,65 km | 1.04'52.8  | Keiidži Macumoto | Masahiro Hasemi  |                 |
| Suzuka F.Japan          | Suzuka     | Japonska | 20. maj       | 30    | 6.000=180 km    | 58'34.05   | Kendži Takahaši  | Keiidži Macumoto | Kazujoši Hošino |
| JAF GP Fuji             | Fuji       | Japonska | 3. junij      | 35    | 4.360=152,6 km  | 44'57.20   | Keiidži Macumoto | Naohiro Fudžita  |                 |
| Suzuka Golden Trophy    | Suzuka     | Japonska | 1. julij      | 30    | 6.000=180 km    | 1.00'00.95 | Masahiro Hasemi  | Masahiro Hasemi  | Masahiro Hasemi |
| Great 20 Racers         | Suzuka     | Japonska | 23. september | 30    | 6.000=180 km    | 59'13.00   | Keiidži Macumoto | Kazujoši Hošino  | Masahiro Hasemi |
| JAF GP Suzuka           | Suzuka     | Japonska | 5. november   | 35    | 6.000=210 km    | 1.12'46.79 | Kazujoši Hošino  | Satoru Nakadžima | Kazujoši Hošino |

## Rezultati

### Dirkači
| Mesto             | Dirkač            | Država   | Moštvo                        | Šasija            | Motor   | Japonska | Japonska | Japonska | Japonska | Japonska | Japonska | Japonska | Točke   |  |
| ----------------- | ----------------- | -------- | ----------------------------- | ----------------- | ------- | -------- | -------- | -------- | -------- | -------- | -------- | -------- | ------- |  |
| 1                 | Keiidži Macumoto  | Japonska | Diatone Racing                | March Engineering | BMW     | (3)      | 15       | 12       | 20       | (8)      | 20       | 12       | 79 (90) |  |
| 2                 | Kazujoši Hošino   | Japonska | Heroes Racing Corporation     | March Engineering | BMW     | 20       | 0        | 15       |          | 15       | 8        | 20       | 78 (79) |  |
| 2                 | Kazujoši Hošino   | Japonska | Heroes Racing Corporation     | Nova              | BMW     |          |          |          | (1)      |          |          |          | 78 (79) |  |
| 3                 | Kendži Takahaši   | Japonska | Tomei Jidousya                | March Engineering | BMW     | 10       | 10       | 20       | 0        | (3)      | 15       | 8        | 63 (66) |  |
| 4                 | Kunimicu Takahaši | Japonska | Speed Star Wheel Racing       | March Engineering | BMW     | (4)      | 12       | (3)      | 15       | 10       | 10       | 10       | 57 (64) |  |
| 5                 | Masahiro Hasemi   | Japonska | Tomy Racing Team              | Chevron           | BMW     | 15       | 8        | 6        | 6        | 15       | 8        | 20       | 55 (58) |  |
| 5                 | Masahiro Hasemi   | Japonska | Tomy Racing Team              | March Engineering | BMW     |          |          |          |          | 20       | (3)      | 0        | 55 (58) |  |
| 6                 | Takao Vada        | Japonska | Harada Racing Company         | Chevron           | BMW     | 6        |          |          |          |          |          |          | 30      |  |
| 6                 | Takao Vada        | Japonska | Harada Racing Company         | Martini           | BMW     |          | 0        | 0        | 12       | 12       | 0        | 0        | 30      |  |
| 7                 | Satoru Nakadžima  | Japonska | Team Italya with Tetsu        | March Engineering | BMW     | 0        | -        | 1        | 10       | 2        | 0        | 15       | 28      |  |
|                   | Noritake Takahara | Japonska | Team Italya with Tetsu        | March Engineering | BMW     | 12       | -        | 0        | 0        | 4        | 12       | -        | 28      |  |
| 9                 | Jošimi Katajama   | Japonska | Kojima Engineering            | Kojima            | BMW     | 2        | -        | 10       | 0        | 6        | 6        | -        | 24      |  |
| 10                | Masao Segawa      | Japonska | S. & A. Racing International  | Chevron           | BMW     | 0        | 0        | 2        |          | 0        | 2        |          | 18      |  |
| 10                | Masao Segawa      | Japonska | S. & A. Racing International  | Kauhsen           | Renault |          |          |          |          | 0        |          |          | 18      |  |
| 10                | Masao Segawa      | Japonska | S. & A. Racing International  | March Engineering | BMW     |          |          |          |          |          | 0        |          | 18      |  |
| 10                | Masao Segawa      | Japonska | Diatone Racing                | March Engineering | BMW     |          |          |          | 8        |          |          |          | 18      |  |
| 10                | Masao Segawa      | Japonska | Kojima Engineering            | Kojima            | BMW     |          |          |          |          |          |          | -        | 18      |  |
|                   | Naohiro Fudžita   | Japonska | Nimco Racing                  | Ralt              | BMW     | 8        |          |          |          |          |          |          | 18      |  |
| Chevron           | Naohiro Fudžita   | Japonska | Nimco Racing                  |                   | BMW     | 4        | 0        |          |          |          |          |          | 18      |  |
| March Engineering | Naohiro Fudžita   | Japonska | Nimco Racing                  |                   | BMW     |          |          | 0        |          |          |          |          | 18      |  |
| Thunder           | Naohiro Fudžita   | Japonska | Nimco Racing                  |                   | BMW     |          |          |          |          |          | 6        |          | 18      |  |
| 12                | Masami Kuvašima   | Japonska |                               | March Engineering | BMW     | -        | -        | 8        | -        |          |          |          | 11      |  |
| 12                | Masami Kuvašima   | Japonska | Walter Wolf Racing Team Japan | March Engineering | BMW     |          |          |          |          | 0        | -        | 3        | 11      |  |
| 13                | Naoki Nagasaka    | Japonska | Speed Star Wheel Racing Team  | March Engineering | BMW     | 1        | 0        | 4        | 4        | 0        | 1        | -        | 10      |  |
| 14                | Richard Geck      | ZDA      | Racing Team Geck              | March Engineering | BMW     | 0        | 0        | 0        | 0        | 4        | 4        | 8        |         |  |
| 15                | Takahaši Jorino   | Japonska | Sakai Racing Enterprise       | Nova              | BMW     | -        | -        | 0        | 3        | -        | -        | -        | 3       |  |
| 16                | Fumijasu Satou    | Japonska | Alpha Cube Racing             | Chevron           | BMW     | -        | -        | -        | 2        | -        | -        | -        | 2       |  |